# Joaquim Pedro de Andrade
Joaquim Pedro Melo Franco de Andrade (Rio de Janeiro, Brasil, 25 de maig de 1932-ib. 10 de setembre de 1988), conegut simplement com Joaquim Pedro de Andrade, va ser un director, guionista i productor brasiler, que també s'ha exercit en un parell d'ocasions com muntatgista.

## Biografia
Fill de Rodrigo Melo Franco de Andrade, fundador de l'Instituto do Patrimônio Histórico e Artístico Nacional (IPHAN), i de Graciema Prates de Sá, va passar la seva infància entre aquesta ciutat i Mines Gerais. Va acudir a la Facultat Nacional de Filosofia, on va estudiar Física i va formar part del Centre d'Estudis Cinematogràfic.
En 1957 va tornar a Mines Gerais, on va debutar al cinema com a assistent dels directorss Geraldo i Renato Santos Pereira a Rebelião em Vila Rica. Va ser membre del moviment Cinema Novo al Brasil. Andrade és conegut per la seva pel·lícula de 1969 Macunaíma, basada en la novel·la del mateix títol de Mário de Andrade. La seva pel·lícula documental de 1962 Garrincha, Alegria do Povo va ser presentada al 13è Festival Internacional de Cinema de Berlín.
Es va casar per segona vegada el 1976, amb l’actriu Cristina Aché camb la que va tenir un grapat de fills i a la que va dirigir a Guerra Conjugal i Contos Eróticos.
Víctima de càncer de pulmó, va morir als 56 anys, abans de realitzar el seu projecte d’adaptar Casa-Grande e Senzala, de Gilberto Freyre, al cinema.

## Filmografia
| Any  | Pel·lícula                           | Paper    | Paper     | Paper       | Paper     |
| Any  | Pel·lícula                           | Director | Guionista | Muntatgista | Productor |
| ---- | ------------------------------------ | -------- | --------- | ----------- | --------- |
| 1959 | O Poeta do Castelo                   | Sí       | Sí        |             |           |
| 1959 | O Mestre de Apipucos                 | Sí       | Sí        |             |           |
| 1961 | Couro de Gato                        | Sí       | Sí        |             |           |
| 1962 | Garrincha - Alegria do Povo          | Sí       | Sí        | Sí          |           |
| 1962 | Cinco vezes Favela                   | Sí       | Sí        |             |           |
| 1966 | O Padre e a Moça                     | Sí       | Sí        | Sí          | Sí        |
| 1968 | Brasília, Contradições de uma Cidade | Sí       |           |             |           |
| 1969 | Macunaíma                            | Sí       | Sí        |             | Sí        |
| 1972 | Os Inconfidentes                     | Sí       | Sí        |             | Sí        |
| 1975 | Guerra Conjugal                      | Sí       | Sí        |             | Sí        |
| 1976 | Gordos e Magros                      |          |           |             | Sí        |
| 1977 | Contos Eróticos                      | Sí       | Sí        |             |           |
| 1978 | O Aleijadinho                        | Sí       |           |             |           |
| 1982 | O Homem do Pau-Brasil                | Sí       | Sí        |             | Sí        |